# Épargnes
Épargnes – miejscowość i gmina we Francji, w regionie Nowa Akwitania, w departamencie Charente-Maritime.
Według danych na rok 1990 gminę zamieszkiwało 676 osób, a gęstość zaludnienia wynosiła 29 osób/km² (wśród 1467 gmin regionu Poitou-Charentes Épargnes plasuje się na 447. miejscu pod względem liczby ludności, natomiast pod względem powierzchni na miejscu 302.).